# Єгипетське вторгнення в Судан
Завоювання Судану Єгиптом — вторгнення Османського Єгипту в Судан, яке розпочалося у 1820 році.
Менше ніж 10 000 чоловік вирушили в Судан з Єгипту, але за допомогою місцевих жителів вони змогли проникнути на 1500 км вздовж річки Ніл аж до кордонів Ефіопії, в результаті чого Єгипет отримав території розміром із Західну Європу. Завоювання було першим випадком, коли вторгнення в Судан з півночі просунулося так далеко; воно включало два ризиковані та безпрецедентні перетини пустелі. Під час війни була необхідність використання вибухівки, щоб розчистити шлях далі по Нілу. Це був перший приклад того, як невеликі сили з сучасною підготовкою, вогнепальною зброєю та артилерією перемогли набагато численніші сили в Африці. Разом із кампаніями та експедиціями, що послідували за ним, це завоювання приблизно встановило кордони Судану після здобуття незалежності. Сили вторгнення також розмістили свою штаб-квартиру в Хартумі у травні 1821 року, після чого він незабаром перетворився на столицю Судану.

## Причини завоювання
Ви знаєте, що ціль усіх наших зусиль і витрат — добування рабів. Просимо проявити старанність у виконанні наших бажань у цьому капітальному питанні. - Мухаммед Алі Єгипетський

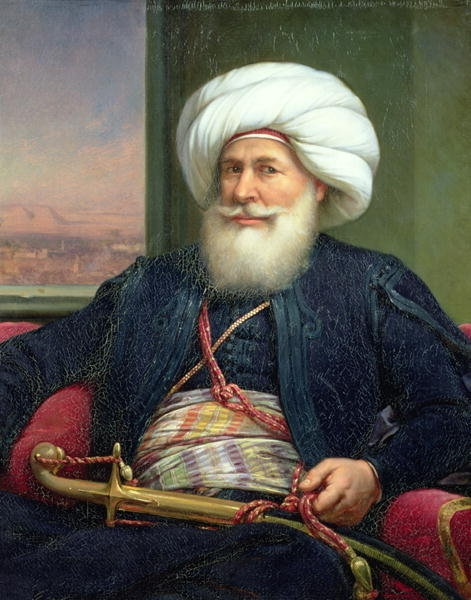
Мухаммед Алі, хедив Єгипту

Мухаммед Алі, хедив Єгипту, хотів мати великий і постійний запас рабів для підготовки сучасної армії, щоб він міг розгорнути її в інших частинах своєї імперії для реалізації своїх великих територіальних амбіцій. Армія суданських рабів дозволила б йому обійтися без бунтівних албанських і турецьких військ, на які він був змушений покладатися до того часу. Після завоювання Мухаммед Алі постійно переконував своїх командирів у Судані зібрати та відправити якомога більше рабів до тренувальних таборів в Асуані. Тих, хто виявився непридатним до військової служби, залучали до роботи на його численних сільськогосподарських і промислових підприємствах. Крім того, коли Мухаммед Алі винищив мамлюків у Єгипті в 1811 році, їхні залишки втекли на південь до Судану й осіли в Донголі. Незважаючи на те, що вони не становили безпосередньої загрози, нерідкі випадки, коли переможена фракція в єгипетській боротьбі за владу тікала на південь за течією, чекаючи нагоди знову напасти на Каїр, коли обставини змінювалися на їхню користь. У 1812 році Мухаммед Алі відправив посольство до султанату Сеннар з проханням вивести мамлюків з Донголи, однак ні правителі Сенару, ні регентство Хамадж не мали для цього військових ресурсів. Мухаммед Алі також вважав, що Судан містить багаті пласти золота, хоча і не було знайдено таких, які були б комерційно вигідними.

## Вторгнення в Нубію
Сили вторгнення чисельністю близько 4000 залишили Каїр у липні 1820 року. Вони складалися з турків, албанців та інших турецькомовних солдат, а також багатьох племінних сил бедуїнів, які пізніше населяли Судан. Призов єгипетського селянства ще не розпочався, тому регулярні війська Єгипту не брали участі. Військами командував третій син Мухаммеда Алі, 25-річний Ісмаїл Каміль-паша, який приєднався до його армії в Асуані 20 липня. Другим командиром був довірений албанський офіцер Абідін-Бей. 
Підтримку верблюдами забезпечували представники племені Абабда, які добре знали прикордонні регіони. Абабда традиційно стягувала мито з усіх караванів із золотом і рабами, що наближалися до Єгипту з Судану, і в обмін на їхню підтримку під час вторгнення єгипетський уряд дозволив їм стягувати мито розміром в 10% з усіх товарів, що проходять повз торговий шлях.
Час вторгнення був продиктований розливом Нілу, оскільки єгиптяни планували переправити кораблі постачання над порогами Нілу, а час, коли рівень води був достатньо високим, щоб це зробити, був обмежений. Сили Ісмаїла використали вибухівку, щоб відкрити судноплавний шлях через другий поріг, щоб його кораблі могли пройти на південь. Коли армія просувалася, вони отримали підпорядкування касифа Нижньої Нубії, яка лише номінально підпорядковувалася Османській імперії, і коли вони пройшли другий поріг, правитель Сая також підкорився, хоча пізніше він повстав і був вбитий в бою. Жителі Сая були нащадками боснійських солдатів, які давно там жили, і їх описували як «білих, як араби нижнього Єгипту». У Донголі деякі з мамлюків підкорилися, а інші втекли на південь за течією, щоб знайти притулок у місті Шенді.

## Поразка Шейкія
Основний військовий спротив єгиптянам походив від могутньої конфедерації Шайкія, яка зазнала поразки 4 листопада в битві при Корті. Біля фургона військ Шайкія була молода дівчинка Міхера Бінт Аббуд на розкішно прикрашеному верблюді, яка дала сигнал до атаки. Можливо, це була традиція, яка походить від легендарних подвигів жінки-воїна Азіли XVII століття, відомої своїми бойовими навичками та тим, що була в епіцентрі кожної битви. Шайкія билися на мечах і списах, зневажаючи використання вогнепальної зброї. Сміливий штурм кавалерії Шайкія був розбитий єгипетською вогнепальною зброєю; вони відступили, втративши близько п'ятдесяти шайкійя та 600–800 нубійських ауксилій. Єгиптяни не могли використовувати свою артилерію, оскільки її все ще транспортували по річці на човнах.
Після битви Ісмаїл пообіцяв своїм воїнам винагороду в 50 піастрів за кожну пару ворожих вух, які вони йому принесуть. Це призвело до великої дикості та каліцтва цивільних осіб, оскільки єгипетські війська, після того, як вони понівечили мертвих воїнів Шейкія, розійшлися по місцевих селах і почали відрізати вуха місцевим жителям. Не маючи змоги контролювати свої війська, Ісмаїл все ж зміг врятувати 600 безвухих жінок від подальших образ, перемістивши їх у безпечне місце на острів у Нілі.
Після цієї поразки Шейкія відступили до Джебель-Дайка через Ніл, який Ісмаїл перетнув на човні в погоні. Оскільки Шейкія втратили значну частину своєї кавалерії, вони тепер призвали селянську піхоту, яку благословили святі люди, які покрили їх пилом, сказавши їм, що це захистить їх від куль. 2 грудня Шейкія знову атакувала єгипетську лінію. Однак Ісмаїл зміг застосувати свою артилерію, яка знищила сили Шейкія. Після єгипетської перемоги знову почалася різанина.
Після цієї перемоги Ісмаїл-паша почав наступати на південь, відправивши по Нілу ескадру річкових човнів із захисним супроводом уздовж берега річки. Вони досягли міста Бербер 5 березня, який підкорився без бою. Сам Ісмаїл взяв основну частину своїх сил і пішов у марш через пустелю Баюда 21 лютого 1821 року і через сім днів досягнув Нілу в Аль-Букайр, на південь від Ад-Даміра. Після кількох переговорів усі мамлюки, що залишилися, підкорилися, і їм було дозволено мирно повернутися до Єгипту. Деякі з тих, хто відмовився, втекли ще глибше в Судан, але про них нічого не відомо. Різноманітні місцеві правителі, які раніше трималися проти єгиптян, усі тепер уклали з ними угоди — решта Шейкія, чию кінноту Ісмаїл прийняв до своїх власних сил, і Джаалін під керівництвом Мек Німра з Шенді.

## Здача Сеннару
Тепер армія Ісмаїла перетнула Білий Ніл і потрапила у Ель-Гезіру. Лише дев’ять невеликих єгипетських човнів змогли пройти повз Третій поріг – решта опинилися в пастці вище за течією, коли закінчився розлив і рівень води впав – тому транспортування людей і припасів через річку зайняло деякий час – з 20 травня до 1 червня. Коней і верблюдів сплавляли з надутими бурдюками. Не було протидії з боку військ султанату Сеннар, який був зайнятий внутрішніми проблемами. Останній султан, Баді VII, здався Ісмаїлу 12 червня, а наступного дня єгиптяни зайняли Сеннар без бою. Використовуючи Сеннар як базу, єгиптяни рушили за течією Блакитного Нілу в пошуках того, що вони вважали багатими джерелами золота - хоча вони були нічого не знайшли, і натомість захопили Фазуглі. Наприкінці 1821 року до Ісмаїла приєднався його старший брат Ібрагім-паша в Сеннарі. Ібрагім був посланий їхнім батьком прискорити завоювання Судану та доставити більшу кількість рабів. 
По дорозі на південь Ібрагім створив організований шлях кораблів по Нілу, щоб транспортувати рабів на північ більш систематично. Ібрагім приєднався до Ісмаїла в рабських експедиціях перед тим, як захворів і повернувся до Каїра. Чутки про те, що його вбили в горах Фазуглі, спровокували повстання, яке спалахнуло в 1822 році.

## Кордофанська кампанія
Після капітуляції Шейкія Мухаммед Алі зібрав другу армію приблизно з 3-4000 чоловік і артилерійську батарею під керівництвом свого зятя Мухаммада бея Хусрава, дефтердара (міністра фінансів), щоб завоювати султанат Дарфур. Сили зібралися в Аль-Даббі, де до них приєдналися допоміжні загони племені Кабабіш, які супроводжували їх на південний захід через пустелю Баюда в північний Кордофан. Сили Дарфуру зробили помилку, не напавши на них, як тільки вони вийшли з пустелі, і замість цього чекали в Барах. Там величезні війська чисельністю понад 9000 дарфурців було розгромлено завдяки переважаючій вогневій міці турків, які завдали армії Дарфуру втрат у приблизно 1500 чоловік. Тоді, як Ісмаїл покінчив із Шейкія, Дефтердар-бей запропонував винагороду за ворожі вуха, мішки з якими потім були відправлені назад до Каїра. Незабаром після цього єгиптяни взяли і розграбували столицю Кордофану Аль-Убайїд. Султан Дарфуру послав нові сили із заходу, але вони також зазнали поразки. Панування Єгипту в Північному Кордофані тепер було затверджене, але Дефтердей-бею не вистачило сил, щоб здійснити прямий напад або на Нубійські гори, або на сам Дарфур. Пізніше Мухаммед Алі намагався отримати контроль над Дарфуром, підтримуючи одного претендента проти іншого в громадянській війні, але ця ініціатива також не мала успіху.

## Повстання у Шенді та Сеннарі
До початку 1822 року весь річковий Судан і Кордофан перебували під контролем Єгипту. Було створено рудиментарну військову адміністрацію під керівництвом чотирьох губернаторів (ma'mūr) - Алі-дін Ага Ат Донгола, роль якого полягала в тому, щоб захищати лінії постачання до Єгипту і який мав достатньо мудрості, щоб встановити податки на достатньо низькому рівні, щоб уникнути повстання; Маху Бей Урфалі (курдського походження) у Бербері, який наслідував його приклад і стежив за Шенді та іншими містами на північ від Джазіри; Сам Ісмаїл був у Сеннарі, а Дефтердар-бей у Кордофані. 
Мухаммед Алі постійно наставляв свого сина використовувати більш м'які методи, діяти справедливо і переманювати людей; водночас, однак, він постійно вимагав нових рабів, яких неможливо було отримати без подальших поборів. Трохи часу було втрачено на оцінку нових територій для сплати податків, починаючи з перепису рабів і отар. Секретар Ісмаїла Мухаммад Саїд за сприяння коптського чиновника Ханни Тавіл і колишнього міністра Сеннара Арбаба Дафа'Аллах розробив систему, згідно з якою податки повинні були сплачуватися за ставкою п'ятнадцять доларів за раба, десять за корову і п'ять за вівцю або віслюка. Ця ставка оподаткування була надзвичайно жорсткою, майже рівною конфіскації. Оскільки в Судані було мало золотих монет, більшість людей могли заплатити ці податки лише рабами. Ця схема мала централізувати всю рабовласницьку діяльність на територіях, що перебували під владою Єгипту, фактично позбавивши торговців і дрібних правителів хлібу, які економічно залежали від встановлених способів захоплення та обміну рабів. 
У результаті спалахнули заворушення та напади на єгипетські війська. Щоб впоратися з ситуацією, Ісмаїл був змушений відійти від Сеннара та повернутися на північ за течією спочатку до Вад-Мадані, а потім, у жовтні чи листопаді 1822 року, до Шенді. Ісмаїл висадився в Шенді і вимагав, щоб Мек Німр з Джааліну протягом трьох днів надав йому 15 000 доларів і 6 000 рабів. Коли Німр відмовив, і сказав що це неможливо, Ісмаїл вдарив його по обличчю верховою стрілою (або, за деякими даними, своєю довгою османською люлькою). Інші лідери Джаалі втрутилися, щоб розрядити протистояння, але Ісмаїл зробив помилку та провів ніч у будинку на протилежному боці Нілу від своїх військ. Джааліни притиснули його сили нічною атакою з одного боку річки, а будинок, у якому спав Ісмаїл, підпалили з іншого. Коли будівля горіла, Ісмаїл та люди з його оточення були розрізані на шматки.
Коли новини про повстання в Шенді поширилися, єгипетські гарнізони в Карарі, Халфая, Хартумі, Аль-Айлафуні та Аль-Камліні довелося евакуювати та відступити до загальногу штабу у Вад Мадані. Більшість нещодавно завойованих територій залишалися вірними Єгипту, Донгола та Нубія були в безпеці, як і Бербер, утримуваний Маху Беєм, Шейкія також залишалися вірними. Повстання обмежилося в основному джаалінами під керівництвом Мек Німра та деякими елементами в Сеннарі під керівництвом Арбаба Дафа'Аллаха та регента Хамаджа Хасана вад Раджаба. Мухаммад Саїд очолив війська Шейкії на півдні від Сеннара і розгромив Хасана та Дафа'Аллаха біля Абу-Шаука.

## Придушення повстання
Згідно з хронікою султанату Фундж, Дефтердар-бей зібрав свої війська та рушив на схід від Кордофана до Сеннара, дізнавшись про смерть Ісмаїла. Він дізнався, що поки Мек Німр блокував Маху Бея в Бербері, його сини та інші повстанці зібралися в Метеммі. Вони домовилися з ним про амністію, але коли одноплемінник спробував його вбити, він розлютився і почав криваву помсту. Потім він рушив на північ, щоб звільнити Бербер, і коли джааліни рушили йому назустріч, розбив їх, знявши облогу Бербера і дозволивши Маху-бею вийти і зустріти його в Ад-Дамірі. Дефтердар-бей продовжив палити місто за містом у Гезірі, не шкодуючи нікого. Він місяцями марширував туди-сюди з одного місця в інше, придушуючи інакомислення, вбиваючи повстанців і залякуючи місцеве населення. Загалом під час відновлення порядку було вбито близько 30 000 людей. Проте Мек Німру вдалося втекти. Ці каральні кампанії в Гезірі ознаменували остаточне встановлення єгипетського панування в центральному Судані. У 1824 році, після завершення своїх обов'язків, Дефтердар-бея змінив Осман-бей Джаркас аль-Бірінджі на посаді верховного головнокомандувача в Судані, і він повернувся до Каїра. Осман-бей привіз із собою перший контингент солдатів, яких захопили у рабство у Судані та навчених сучасній військовій дисципліні в Єгипті, відомих як джихадія, разом із якими він підтримував суворий порядок у країні. Сам Осман-бей помер у 1825 році.

## Суданські раби у Єгипті
Щоб підготуватися до тренування своєї армії суданських рабів, Мухаммед Алі послав загін мамлюків до Асуана, де в 1820 році він наказав побудувати нові казарми для їхнього розміщення. Начальником військової академії в Асуані був французький офіцер, який служив при Наполеоні, полковник Октав-Жозеф Антельм Севе, який став мусульманином і відомий в єгипетській історії як Сулейман-паша аль-Фарансаві. Коли вони прибули до Асуана, кожному з суданців зробили щеплення та дали ситцевий жилет, а потім навернули до ісламу. Точна кількість суданців, доставлених до Асуана та іншого військового навчального центру Мухаммеда Алі в Манфалуті, невідома, але точно відомо, що велика кількість загинула дорогою. Багато з тих, хто прибув, померли від лихоманки, ознобу та сухості клімату. З приблизно 30 000 суданців, привезених до Асуана в 1822 і 1823 роках, вижили лише 3 000.
Після 1823 року пріоритетом Мухаммеда Алі було скоротити витрати на розміщення гарнізону в Судані, куди було направлено 10 000 єгипетської піхоти та 9 000 кавалерії. Єгиптяни все більше використовували поневолених суданських солдатів, щоб зберегти своє панування, і сильно покладалися на них. Було встановлено більш-менш офіційне співвідношення, яке вимагало, щоб Судан надавав 3000 рабів на кожні 1000 солдатів, спрямованих для підкорення. Однак цього співвідношення не вдалося досягти, оскільки рівень смертності рабів, доставлених до Асуана, був дуже високим. Турецькі та албанські війська Мухаммеда Алі, які брали участь у кампанії в Судані, не звикли до погодних умов у цьому районі та підхопили лихоманку та дизентерію, перебуваючи там із появою напруженості та вимогами повернутися до Єгипту. Крім того, труднощі із захопленням і формуванням армії з суданських рабів під час кампанії були причинами, які спонукали Мухаммеда Алі до того, щоб врешті-решт залучити місцевих єгиптян до своїх збройних сил.
Незважаючи на загальну невдачу створити в Єгипті армії рабів у великому масштабі, використання суданців у сільському господарстві стало досить поширеним за Мухаммеда Алі та його наступників. Сільськогосподарське рабство було практично невідоме в Єгипті в той час, але швидке розширення екстенсивного землеробства за Мухаммеда Алі та пізніше світове зростання цін на бавовну, спричинене громадянською війною в США, були факторами, що створили умови, сприятливі для використання невільної праці. Раби працювали в основному в маєтках, що належали Мухаммеду Алі та членам його родини, і за підрахунками 1869 року хедив Ісмаїл та його родина мали від 2000 до 3000 рабів у своїх головних маєтках, а також сотні інших на своїх цукрових плантаціях у Верхній Єгипет.

## Після вторгнення
Кілька територій у сучасному Судані та Південному Судані не були завойовані під час завоювання 1822–1824 рр., але були отримані після кампаній у наступні роки. Це стосувалося регіону Кассала в 1840 році, регіону Верхнього Білого Нілу навколо Фашода в 1855 році, Суакіну і узбережжя Червоного моря в 1865 році, Екваторії в 1870 році і Дарфуру в 1874 році.